# Peter Krusche

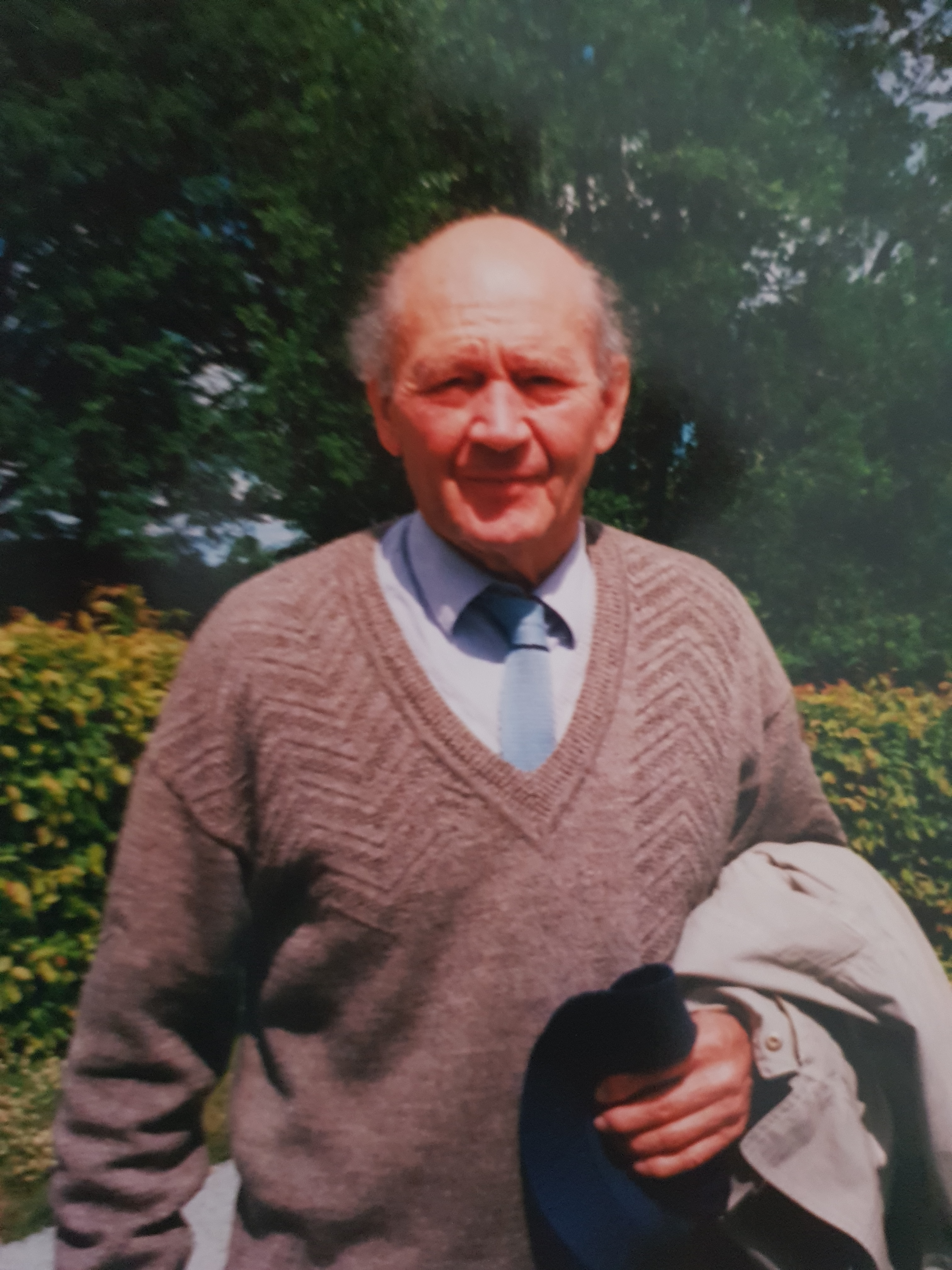
Peter Krusche (1996)

Peter Krusche (* 9. Juli 1924 in Tuczyn, Wojewodschaft Wolhynien, Polen; † 23. August 2000 in Fürstenfeldbruck) war ein deutscher lutherischer Theologe und langjähriger Bischof von Hamburg in der Nordelbischen Evangelisch-Lutherischen Kirche (NEK).

## Leben und Wirken
Peter Krusche war ein Sohn des Pastors Ernst Waldemar Krusche (1897–1941). Der Theologe Günter Krusche war ein Vetter zweiten Grades. Nach dem Abitur am deutschen Gymnasium in Pabianice bei Lodz 1942 leistete Krusche bis 1945 Kriegsdienst und geriet auch in  Kriegsgefangenschaft. Von 1945 bis 1948 studierte er in Erlangen, anschließend tat er bis 1950 Pfarrdienst in Bayern, zunächst als Stadtvikar in Kitzingen, wo er 1949 ordiniert wurde. 1950–1952 war er als Religionslehrer in Hof tätig. 1952 wurde Krusche Schüler- und Jugendpfarrer beim Landesjugendpfarramt in Nürnberg, bevor er 1954 einen Lehrauftrag an der Universität Erlangen bekam. 1956–1962 arbeitete er als Landesjugendpfarrer in Nürnberg und gleichzeitig als Studienbeauftragter der Evangelischen Jugend in der Bundesrepublik Deutschland und Beauftragter für Jugendarbeit in der VELKD. Von 1958 bis 1967 war er zusammen mit Gertrud Friedrich Herausgeber der im Burckhardthaus-Verlag Gelnhausen und Berlin-Dahlem erscheinenden evangelischen Zeitschrift junger Menschen horizont.
1962 wurde Krusche Dekan in Coburg. In Neuendettelsau war er 1967–1968 Leiter des Pastoralkollegs der Bayerischen Landeskirche. 1968 wurde er Ordinarius für Praktische Theologie an der Ludwig-Maximilians-Universität München. Am 1. März 1983 wurde Krusche zum Bischof für den Sprengel Hamburg der Nordelbischen Kirche berufen. Die Theologische Fakultät der Universität München verlieh ihm 1983 die Ehrendoktorwürde. Er war 1984–1988 Vorsitzender des Vorstands der Forschungsstätte der Evangelischen Studiengemeinschaft (FEST) in Heidelberg, danach gehörte er dem Wissenschaftlichen Kuratorium an. 1986–1992 wirkte er als Vorsitzender des Evangelischen Missionswerkes und der Generalversammlung des Nordelbischen Missionszentrums. Vorsitzender der Kirchenleitung der NEK war er von 1988 bis Januar 1990, Mitglied der Synode der Evangelischen Kirche in Deutschland (EKD) 1988.
Am 1. August 1992 wurde er emeritiert. Das Große Verdienstkreuz der Bundesrepublik Deutschland wurde Krusche am 20. September 1993 verliehen. Er starb am 23. August 2000 in Fürstenfeldbruck.

## Andere Funktionen
Peter Krusche war bis 1983 Rundfunkprediger beim Bayerischen Rundfunk. Lange Jahre war er auch Vorstandsvorsitzender der Forschungsstätte der Evangelischen Studiengemeinschaft der EKD und Vorsitzender des Evangelischen Missionswerkes in Hamburg.

## Ehrung
- Peter Krusche erhielt im Jahre 1983 die Ehrendoktorwürde der Theologischen Fakultät der Universität München.
- 1993 Verleihung des „Grossen Verdienstkreuzes“ der Bundesrepublik Deutschland

## Publikationen
Krusche wirkte als Autor und Mitherausgeber bei den Predigtstudien mit. Von ihm sind u. a.
- Praktisch-theologische Auslegung von Galater- und Epheserbrief
- Das Begräbnis – Zur Didaktik der kirchlichen Amtshandlungen
- Die Beerdigungsrede

und zahlreiche Aufsätze.